# Inhibitor replikacji DNA
Inhibitor replikacji DNA – czynnik, który zmniejsza szybkość lub całkowicie blokuje możliwość przebiegu procesu replikacji DNA. Najczęściej są stosowane związki chemiczne, które działają w różnych mechanizmach.

## Związki modyfikujące matrycę

### Przyłączające się do matrycy
- arabinozyd cytozyny
- mitomycyna

#### Pochodnenitrozomocznika
- karmustyna
- lomustyna
- nimustyna
- fotemustyna

### Alkilujące matrycę
- nitrogranulogen
- chlorambucil
- busulfan

## Degradujące matrycę
- streptozotocyna
- prokarbazyna
- bleomycyna[1][2]

## Hamującegyrazę

### Pochodnefluorochinolonów
- ciprofloksacyna
- norfloksacyna
- enoksacyna

## Hamująceodwrotną transkryptazę
- tenofowir[3][4]
- AZT[5]
- efawirenz
- newirapina
- didanozyna

## Antymetabolity puryn
- sulfonamidy
- azatiopiryna
- 6-merkaptopuryna
- 6-tioguanina
- fludarabina
- kladrybina
- pentostatyna

## Antymetabolity pirymidyn
- 5-fluorouracyl[6]
- cytarabina[7].
- gemcytabina

## Inhibitory tetrahydrogenazy folianowej
- metotreksat
- ralitreksed
- pemetreksed